# Italia, amore mio
Italia, amore mio è il primo album pop del tenore italiano Luca Canonici, pubblicato nel 2010 dalla Warner Music Italy.

## Tracce
1. Italia amore mio con Pupo ed Emanuele Filiberto
2. Commedianti e complici
3. Eternamente
4. Ti aspetterò
5. Prima di noi
6. Ti do un consiglio
7. Mai
8. Un amore che va via
9. Io pago
10. Vita da artista